# Change of Address
Change of Address es el noveno álbum de estudio de Krokus, editado por Arista Records en 1986.
Este disco marcó la desvinculación del grupo de su compañía Arista, fichando para MCA Records tras la edición de un LP en vivo lanzado ese mismo año (Alive and Screamin'), dando por zanjadas las obligaciones contractuales.
Este trabajo es considerado uno de los más flojos de Krokus, y el inicio de su decadencia en cuanto a popularidad, con el consecuente declive comercial.
Siguiendo con la tradición de versionar viejos clásicos del Glam rock, se incluye aquí un cover de "School's Out", hit del Alice Cooper Group, original de 1972, el cual sin embargo no ayudó al álbum a escalar posiciones.

## Lista de canciones
- Autor Fernando von Arb, Jeff Klaven & Marc Storace, salvo los indicados.

Cara A
1. "Now (All Through the Night)" - 4:23
2. "Hot Shot City" (Tommy Keiser, Mark Kohler, Klaven, Storace) - 3:48
3. "School's Out" (Alice Cooper, Michael Bruce, Glen Buxton, Dennis Dunaway, Neal Smith) - 3:16
4. "Let This Love Begin" (von Arb, Klaven) - 5:02
5. "Burning Up the Night" (von Arb, Storace) - 3:46

Cara B
1. "Say Goodbye" - 5:18
2. "World on Fire" - 6:12
3. "Hard Luck Hero" - 4:12
4. "Long Way from Home" - 5:06

## Personal
- Marc Storace - voz
- Fernando von Arb - guitarra solista
- Mark Kohler - guitarra rítmica
- Tommy Keiser - bajo
- Jeff Klaven - batería, percusión
- Jai Winding - teclados